# Zenaide Zen
Zenaide Cecília Pereira da Silva (Campinas, 19 de janeiro de 1956 - Itaguaí, 17 de setembro de 2011), mais conhecida como Zenaide Zen, Zenaide Zenah, Zenaide D'jadillê e Zenaide da Silva, foi uma atriz, apresentadora, bailarina, compositora, coreógrafa, professora, escritora, modelo, poetisa, tradutora, ativista e griote brasileira.

## Biografia
Nascida em uma favela de Campinas, no interior do Estado de São Paulo, Zenaide perdeu o pai aos dois anos. Passando por diculdades sua mãe, Doracy Moraes Pereira da Silva, entregou-a aos cuidados do orfanato e colégio de freiras próximo para que lá fosse educada. Mesmo frequentando a escola católica, Zenaide continuou seguindo a religião de matriz africana de sua mãe. Aos 14 anos já falava fluentemente o inglês. Em 1973 ingressou no Grupo de Teatro Evolução de Antônio Carlos dos Santos Silva (TC), Benedito Luiz Amauro (Lumumba), Jonas Lemos e Jorge Mateus. O grupo é um marco importante do movimento negro brasileiro dos anos 1970. O repertório do Evolução era todo desenvolvido em um processo autoral de criação coletiva com uma estética original que exigia a presença de corpo inteiro dos atores no palco, com voz, expressão corporal, canto e dança. As peças, dentre elas História do Samba, Sinfonia Negra, O Príncipe Poeta, Gangazumba e Encontro com Deus, buscavam denunciar as condições de desigualdade, exclusão e preconceito sofridos pela população negra. O grupo apresentava-se em cidades do interior e do litoral do estado e, em sua trajetória, compreendida entre os anos de 1973 a 1976, contribuiu para a criação de movimentos político-culturais nesses locais. Em 1977 Zenaide mudou-se para São Paulo buscando melhores oportunidades e, nos palcos paulistanos, destacou-se como atriz e dançarina em Escuta, Zé!, uma adaptação do texto Zé Ninguém do psicanalista Wilhelm Reich
com a bailarina Marilena Ansaldi e com a direção de Celso Nunes. Em uma peça exclusivamente de artistas brancos, Zenaide colaborou na criação dos monólogos para o seu personagem, reivindicando sua negritude:

“Não sei por que eu sou negra.
Não sei por que você é branco.
Nem você, aposto!
Mas, desta diferença, e da nossa ignorância, nascem mais desgraças do que felicidade. Há todo um desequilíbrio social, equilibrado em si mesmo, nascido destas raízes”. Nós Racistas, Trecho do monólogo
 Em 1978, Zenaide ingressou no Grupo Pau-Brasil para atuar em Macunaíma, de Antunes Filho. Nessa época Zenaide já procurava um teatro negro de resistência e criou o Grupo de Pesquisa da Cultura Negra, cujo objetivo era desenvolver os aspectos históricos-sociais e estéticos da cultura negra. Em novembro viajou em uma caravavana com Ismael Ivo, entre outros, para participar, em  Araraquara (SP), do FECONEZU (Festival Comunitário Negro Zumbi), que reuniu organizações negras de cidades de todo o estado de São Paulo, e também, organizações provenientes de outros estados. Dado o enorme sucesso da montagem de Antunes Filho, o grupo Pau-Brasil é convidado a participar, de última hora, do Festival Teatro nas Américas,  trazendo para Zenaide a oportunidade de  conhecer os Estados Unidos e o Movimento Negro Americano mais de perto. De volta ao país, o Grupo Pau-Brasil foi apresentar-se no Rio de Janeiro, porém no fim da temporada carioca, quando Antunes Filho e o Grupo Pau-Brasil partem para uma turnê pela Europa, Zenaide permanece no Brasil despedindo-se definitivamente do grupo.
Na Televisão atuou na novela Os Adolescentes na Rede Bandeirantes, em 1981, e, no ano seguinte, na minissérie O Tronco do Ipê, na TV Cultura. Também em 1982, apresentou o programa Outras Palavras, dirigido por Walter Salles Júnior, na Rede Bandeirantes. Esteve na minissérie Anarquistas, Graças a Deus, em 1984, e no ano seguinte foi a Iabá Dorotéia na minissérie Tenda dos Milagres, ambas na Rede Globo.
Nos cinemas apareceu pela primeira vez em Os Trapalhões na Serra Pelada, de  1982. No ano seguinte apareceu nas películas A Próxima Vítima e Rio Babilônia. Em 1984 Zenaide, Zezé Mota, Antônio Pompêo e Ademir Ferreira fundam o Centro Brasileiro de Informação e Documentação do Artista Negro (CIDAN), uma organização não governamental com o objetivo de promover e inserir artistas negros no mercado de trabalho, além de promover cursos para preparação de profissionais sem experiência. Zenaide fez o papel de Tali em Chico Rei que estreou em 1985 e também atuou também em Ópera do Malandro, 1985. No final desse mesmo ano, Zenaide foi para os Estados Unidos da América estudar Direção de Teatro, Dança, Cinema e Televisão na Howard University em Washington, D.C., pelo Programa Fulbright. Na universidade, Zenaide teve a oportunidade de conhecer Kwame Ture e o pan-africanismo. Em 1988 Zenaide declarou se reconhecer apenas como Zenaide Zen, refutando seus sobrenomes 'judaico-portugueses' que para ela representavam seus escravisadores, aceitando o nome dado por sua mãe por afeição e que acabou descobrindo ser de origem etíope. Acrescentou o sobrenome Zen por acreditar e seguir os princípios básicos do zen-budismo.
De volta ao Brasil, fundou, em 1991, o Grupo Ori-Gen Ilê de Criação, com outras 16 mulheres negras. Influenciada pelo movimento de reivindicação étnica dos Estados Unidos, Zenaide voltou com uma visão diferente do papel da arte na luta contra o racismo. A valorização da cultura negra interessava mais que a valorização da cor da pele. Zenaide adaptou o clássico de William Shakespeare, A Tempestade para apresentá-lo com o grupo na Jornada SESC de Teatro Experimental. A presença dos corpos negros na peça antes bastaria para identificá-la como parte de um teatro negro, porém mais que isso, Zenaide procurou assimilar a cultura afro-brasileira à trágica história da personagem Caliban. Quando estranhos chegam à ilha deserta, Caliban é tirado de sua solidão e colonizado, e abandonado quando eles partem. O paralelo entre a situação de Caliban e a dos afro-brasileiros é desenvolvido durante toda a peça, como a adaptação das danças dos orixás, com música oriental em vez do som tradicional dos atabaques, contextualizando ainda mais esse Shakespeare afro-brasileiro. O espetáculo recebeu críticas positivas, viajou pelo Brasil
e foi convidado para participar do Festival Internacional de Teatro de Londres (LIFT), porém devido a um desentendimento entre os componentes do grupo a companhia se desfez. No final de 1993, Zenaide em conjunto com outros jovens atores negros, como Luis Antônio Pilar, Carmen Luz, Cida Moreno, Iléa Ferraz e Naira Fernandes criou, no Rio de Janeiro, a Companhia Black e Preto. O grupo organizou, no início de 1994, o projeto Ciclo de Leituras Dramáticas no MIS-RJ, que era composto de dois módulos. O primeiro módulo buscava mostrar o quanto os textos das obras de Nelson Rodrigues (Os Sete Gatinhos, A Falecida, O Beijo no Asfalto, Toda Nudez Será Castigada) eram compatíveis, como qualquer texto de qualquer autor, com atores negros em seus papéis. Sem perder a essência do texto, colocavam um contraponto afro-brasileiro, por exemplo, usando as cores dos orixás conforme a personalidade dos protagonistas. O segundo módulo celebrava os 50 anos do Teatro Experimental do Negro, com palestras e encontros com ex-participantes do TEN e leitura de peças teatrais de sua antologia. Ainda em 1994, após um desentendimento entre os membros do grupo, Zenaide Silva e Carmen Luz fundam a Companhia Étnica de Dança e Teatro, um espaço idealizado para a pesquisa, criação e desenvolvimento de novas linguagens na dança contemporânea e para gestão de projetos alinhando desenvolvimento social, cultural, artístico e profissional de crianças, jovens e adultos periféricos no Andaraí, Rio de Janeiro. Em 2000, Zenaide recebe pela segunda vez uma bolsa Fulbright e vai aos Estados Unidos fazer seu mestrado na Universidade da Pensilvânia. Durante a gestão de Benedita da Silva no Governo do Estado do Rio de Janeiro foi convidada a assumir a direção do Teatro Armando Gonzaga. Em 2003, quando Miguel Falabella aceitou o convite do Prefeito César Maia para gerir teatros e lonas culturais da rede municipal, Zenaide foi convidada pelo ator/diretor para assumir a direção do Teatro Arthur Azevedo.

## Filmografia

### Cinema
| Ano  | Ficha Técnica |
| ---- | --- |
| 1982 | Os Trapalhões na Serra Pelada. Direção: J. B. Tanko. Gênero: Comédia. Duração: 88 minutos. País: Brasil              |
| 1983 | Rio Babilônia. Direção: Neville de Almeida. Gênero: Drama, Policial, Erótico. Duração: 115 minutos. País: Brasil     |
| 1983 | A Próxima Vítima. Direção: João Batista de Andrade. Gênero: Drama, Policial. Duração: 98 minutos. País: Brasil       |
| 1985 | Chico Rei. Direção: Walter Lima Júnior. Gênero: Drama, Histórico. Duração: 115 minutos. País: Brasil                 |
| 1985 | Ópera do Malandro. Direção: Ruy Guerra. Gênero: Drama, Musical. Duração: 100 minutos. País: Brasil/França            |
| 1989 | As Divas Negras do Cinema Brasileiro. Direção: Vik Birkbeck. Gênero: Documentário. Duração: 57 minutos. País: Brasil |

### Televisão
| Ano  | Ficha Técnica |
| ---- | --- |
| 1981 | Os Adolescentes. Autor: Ivani Ribeiro, Jorge Andrade. Direção: Antônio Abujamra, Atílio Riccó. Gênero: Novela. Produção: Rede Bandeirantes.                                     |
| 1982 | O Tronco do Ipê. Autor: José de Alencar. Adaptação: Edmara Barbosa. Direção: Edmara Barbosa. Produção: TV Cultura. Gênero: Novela                                               |
| 1982 | Outras Palavras. Produção/Direção: Walter Salles Júnior. Produção: Rede Bandeirantes Gênero: Variedades                                                                         |
| 1984 | Anarquistas, Graças a Deus. Autor: Zélia Gattai. Adaptação: Walter George Durst. Direção: Walter Avancini. Produção: Rede Globo. Gênero: Minissérie                             |
| 1985 | Tenda dos Milagres. Autor: Jorge Amado. Adaptação: Regina Braga, Aguinaldo Silva. Direção: Paulo José, Walter Campos, Denise Saraceni. Produção: Rede Globo. Gênero: Minissérie |

## Espetáculos

### Teatro[5]
| Ano  | Ficha Técnica |
| ---- | --- |
| 1977 | Escuta, Zé!. Autor: Wilhelm Reich. Adaptação: Marilena Ansaldi. Direção: Celso Nunes. Cenografia e figurino: Márcio Tadeu |
| 1978 | Macunaíma. Autor: Mário de Andrade. Adaptação: Jacques Thieriot e Grupo Pau-Brasil. Direção: Antunes Filho. Cenografia e figurinos: Naum Alves de Souza. Aderecistas: Rosento Martins (Neneco) e Rui Pereira de Carvalho         |
| 1980 | Casa Grande e Senzala. Autor: Gilberto Freire. Adaptação: José Carlos Cavalcanti Braga, Miroel Silveira. Direção: Miroel Silveira. Cenografia e Figurinos: Campello Neto. Música: Nélson de Jesus e Miroel Silveira              |
| 1982 | O Hamleto. Autor: Giovanni Testori. Tradução: Ana Maria Seabra. Direção: Antonio Abujamra |
| 1982 | Mural Mulher. Texto, direção, iluminação e trilha sonora: João das Neves. Obra criada a partir da junção de fragmentos de vários textos. Espaço cênico: Germano Blum e João das Neves                                            |
| 1984 | Nosso Senhor da Lama. Autor: Carolina Maria de Jesus. Adaptação, direção, trilha sonora, iluminação e cenografia: Stéphane Dosse. Obra criada a partir de um trecho de "Quarto de Despejo". Aderecista: Rosento Martins (Neneco) |
| 1984 | O Peru. Autor: Georges Feydeau. Adaptação: Juca de Oliveira. Direção: José Renato. Música: Paulo Herculano. Cenografia e figurinos: Flávio Phebo. Coreografia: Umberto da Silva                                                  |
| 1991 | A Tempestade. Autor: William Shakespeare. Adaptação: Zenaide Silva e grupo Ori-Gen Ilê de Criação. Direção: Zenaide Silva |
| 1994 | Dorotéia, Uma Farsa Irresponsável. Autor: Nelson Rodrigues. Direção: Luis Antonio Pilar. Cenografia e Figurino: Iléa Ferraz |

### Performances
| Ano  | Evento |
| ---- | --- |
| 1988 | Sem Título III Encontro Internacional de Artes Negras - Kizomba Centenário da Abolição da Escravatura Teatro Copan - São Paulo |
| 1991 | A Tempestade Jornada Sesc de Teatro Experimental Sesc Vila Nova - São Paulo                                                    |
| 1995 | Phantasia Tricentenário do Nascimento de Zumbi Casa da Gávea - Rio de Janeiro                                                  |
| 1996 | Parangolice Ethiopia Kazou 5° Panorama de Dança Contemporânea Espaço Cultural Sérgio Porto - Rio de Janeiro                    |
| 2000 | Cobertores 9° Panorama RioArte de Dança Cia. Étnica de Dança e Teatro Teatro Carlos Gomes - Rio de Janeiro                     |

## Morte
Zenaide Silva faleceu em 17 de setembro de 2011, em Itaguaí, no Rio de Janeiro, vitimada por um AVC, aos 55 anos de idade.